# Agencja Główna w Paryżu

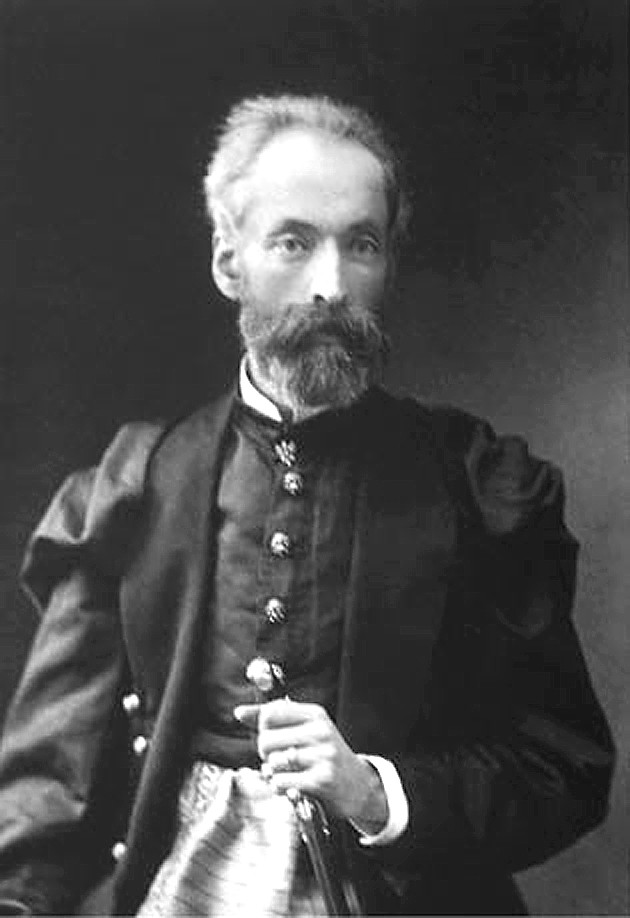
Książę Władysław Czartoryski, kierownik Agencji Głównej w Paryżu

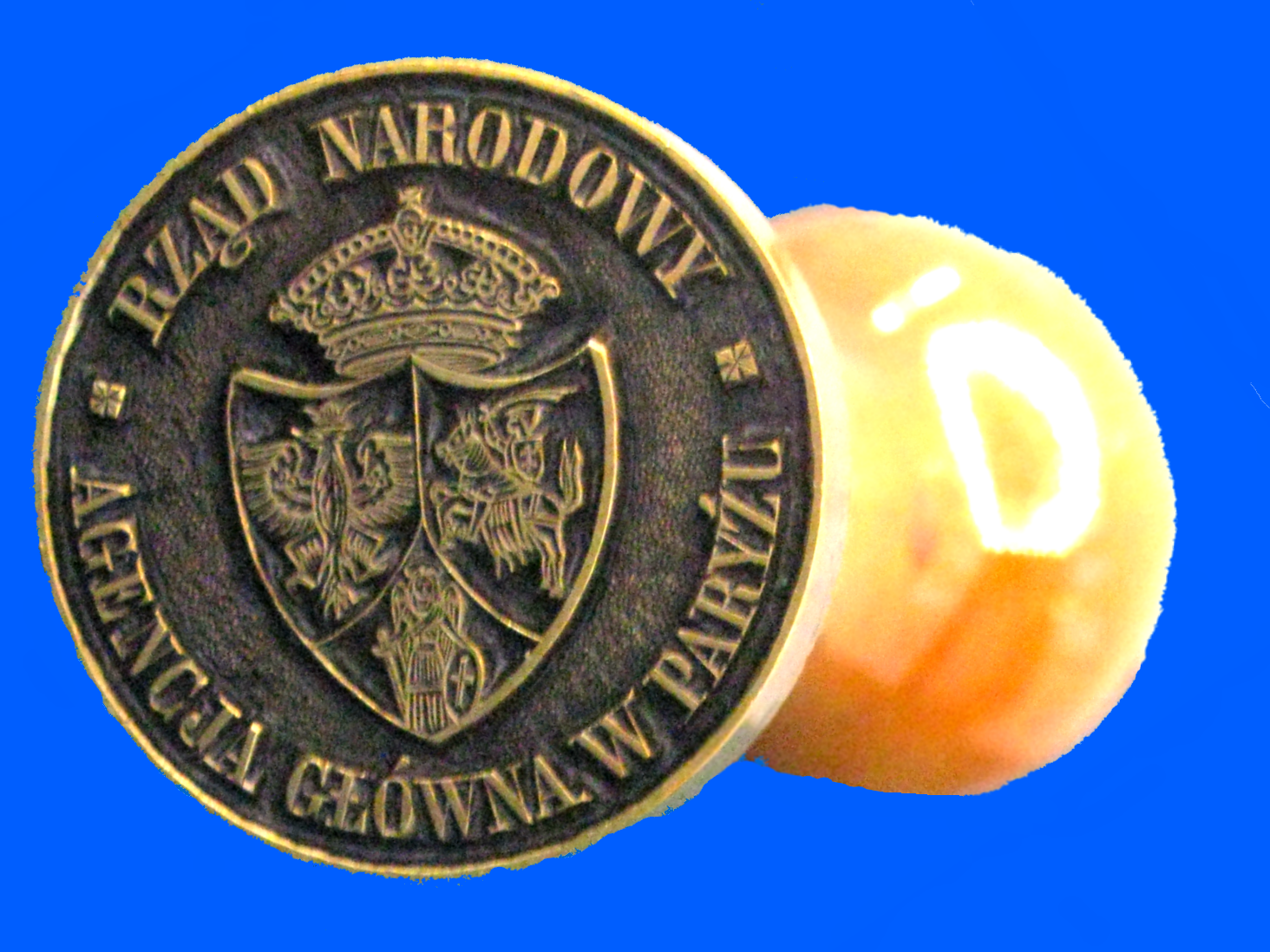
Pieczęć Agencji Głównej w Paryżu (obraz odwrócono dla odczytania napisu)

Agencja Główna w Paryżu – organ władz powstania styczniowego, utworzony w Paryżu dekretem Rządu Narodowego z 15 maja 1863 roku, jako ciało koordynujące powstańczą działalność dyplomatyczną na arenie międzynarodowej, kierowana przez księcia Władysława Czartoryskiego. Agencja powstała w wyniku przekształcenia związanego z stronnictwem białych, powołanego przez obóz Hôtel Lambert Biura Paryskiego Spraw Polskich. Agencja zakończyła działalność w lutym 1864.

## Władze
Rząd Narodowy mianował księcia Władysława Czartoryskiego głównym swym pełnomocnikiem przy rządach Francji, Anglii, Włoch, Szwecji i Turcji. Wskutek czego Książę mocen jest w imieniu Rządu Narodowego i narodu polskiego przedstawiać objaśniające memoriały do wyżej wymienionych rządów i przedsiębrać wszystkie czynności, mające na celu poparcie sprawy niepodległości Polski. Wraz z nominacją Rząd Narodowy wręczył mu też instrukcję, omawiającą zakres jego kompetencji. Czartoryski zostawał jednocześnie polskim ministrem spraw zagranicznych i polskim ambasadorem we Francji.

## Kompetencje
Agent główny miał występować wobec rządów innych państw jako przedstawiciel rządu uznanego przez całe społeczeństwo polskie, jako przedstawiciel podziemnego Państwa Polskiego. W świetle danej instrukcji agenci powinni podkreślać, że kwestia polska jest kwestią prawa, sprawiedliwości i porządku a przywrócenie Polski dla żadnego z państw nie byłoby w prawdziwym rozumieniu rzeczy szkodliwym i groźnym. Agenci zostali zobowiązani do składania Rządowi Narodowemu przynajmniej raz w miesiącu systematycznych raportów. Instrukcja rządowa z 17 sierpnia 1863 roku powierzała agentom dyplomatycznym obowiązki opieki konsularnej nad przebywającymi w danym kraju Polakami.

## Struktura
Agencja podporządkowana została Wydziałowi Spraw Zagranicznych Rządu Narodowego. 
Podlegały jej 4 wydziały: 
- stosunków z innymi agencjami (Wydział Dyplomatyczny)
- wydział drukowy (propagandy)
- wydział kasy i kontroli
- wydział krajowy i zagraniczny oraz sekretariat.

Wydziałowi Dyplomatycznemu Agencji Głównej w Paryżu podlegały agencje dyplomatyczne w poszczególnych krajach:
- Agencja Angielska, agent hrabia generał Władysław Zamoyski
- Agencja Szwedzka, agenci książę Konstanty Marian Czartoryski i Walerian Kalinka
- Agencja Rzymska, agenci Władysław Kulczycki, książę Konstanty Czartoryski
- Agencja Rumuńska, agent Teofil Samuel Glück
- Agencja Turecka, agent Władysław Jordan
- Agencja Włoska w Turynie, agent Leon Rzyszczewski
- placówka w Szwajcarii, agent Juliusz Grużewski
- placówka w Dreźnie, agent Józef Ignacy Kraszewski
- placówka w Berlinie
- Agencja Wiedeńska, agent Leon Skorupka, agent pełnomocny Rządu Narodowego książę Jerzy Konstanty Czartoryski

## Działalność
Agencja utrzymywała stałą bezpośrednią łączność Paryża przez Kraków z Warszawą oraz z ośrodkami w innych krajach gdzie działali jej agenci. Korzystano także z pośrednictwa konsulatu francuskiego w Warszawie. Czartoryski niektóre depesze nadawał telegrafem, przesyłając je zaszyfrowane na adres bankiera Leopolda Stanisława Kronenberga. Działalność wszystkich agencji zagranicznych finansował Rząd Narodowy. Od lipca do listopada 1863 Agencja Główna w Paryżu dostawała miesięcznie 21 500 franków.
Agencja musiała stawić czoło uzurpacji utworzonego przez Rząd Narodowy 3 maja 1863 roku Komitetu Polskiego w Paryżu, który próbował wystąpić jako jedyne oficjalne przedstawicielstwo zagraniczne władz powstańczych. 7 lipca 1863 roku Rząd Narodowy skarcił te działania, pozostawiając sprawy polityczne w wyłącznej gestii agenta głównego.